# Cristian Tănase
Cristian Tănase (Pitești, Rumania, 18 de febrero de 1987) es un futbolista rumano que juega como centrocampista en el F. C. Academica Clinceni. Jugó algunos partidos para la selección de fútbol de Rumania.

## Carrera profesional

### Argeș Pitești
Tănase comenzó su carrera en las categorías inferiores del Argeș Pitești y en el verano de 2003 fue ascendido al primer equipo que jugó en la Liga I. Tănase jugó pocos partidos en sus primeros años con el Argeș y como resultado fue cedido al Dacia Mioveni para la primera mitad de la campaña 2005-06. Jugó cinco partidos para el equipo de Mioveni.
Tras su regreso al Argeș Pitești se convirtió en un jugador clave en el equipo y jugó más de 100 partidos durante su estancia en el club. Además, Tănase debutó con la selección de Rumania militando aún en las fiTas del Argeș, en 2008.

### Steaua București
El 6 de agosto de 2009 firmó un contrato de 5 años con el Steaua Bucureşti por una suma no revelada, aunque informes de prensa estiman que el coste fue de 1,8 millones para comprar el 50% de los derechos del jugador.
El 17 de septiembre de 2009 debutó con el Steaua en un partido ante el Sheriff Tiraspol y el 13 de diciembre anotó su primer gol con el Steaua en la victoria por 3-2 ante el Internațional Curtea de Argeș, con un fantástico gol ganador en el minuto 72.
En la temporada 2010-11 marcó tres goles, dos en la UEFA Europa League 2010-11 y otro de una espectacular volea contra el Pandurii Târgu Jiu.
En la temporada 2011-12 mostró que estaba en perfecta forma al anotar en la victoria por 4-0 ante Mioveni y anotó el gol contra el CSKA Sofía que clasificó a su equipo para la fase de grupos de la UEFA Europa League 2011-12. Tănase continuó su buena forma contribuyendo con dos goles esenciales contra el Maccabi Haifa en la fase de grupos.

### Tianjin Teda
En el verano de 2015 se va a China para fichar por el Tianjin Teda a cambio de 1 millón de euros.

## Selección nacional
Tănase hizo su debut con el equipo nacional de fútbol de Rumania en un partido amistoso el 19 de noviembre de 2008 contra Georgia. El 1 de abril de 2009 anotó su primer gol contra Austria.
El 27 de enero de 2012 Tănase anotó dos goles en una goleada 4-0 sobre Turkmenistán. Esto hizo que aumentase su cuenta a 4 goles en 19 partidos hasta ese momento. 
Al Final de la temporada 2011-2012 Tanase despertó el interés de varios clubes Europeos como  el Olimpique Lyon,Lazio  y Arsenal.Su clausura es de 20 millones de euros y es uno de los mejores jugadores Rumanos de ese momento.
Ha perdido valor desde que se marchó del Steaua

## Estadísticas
(Actualizado al 28 de agosto de 2012)
| Club                 | Temp.         | Liga | Liga  | Copa | Copa  | Europa | Europa | Total | Total |
| Club                 | Temp.         | Apps | Goals | Apps | Goals | Apps   | Goals  | Apps  | Goals |
| -------------------- | ------------- | ---- | ----- | ---- | ----- | ------ | ------ | ----- | ----- |
| Argeș Pitești        |               |      |       |      |       |        |        |       |       |
| 2003–04              | 1             | 0    | ?     | ?    | 0     | 0      | 1      | 0     |       |
| 2004–05              | 2             | 0    | ?     | ?    | 0     | 0      | 2      | 0     |       |
| Dacia Mioveni (loan) |               |      |       |      |       |        |        |       |       |
| 2005–06              | 5             | 0    | ?     | ?    | 0     | 0      | 5      | 0     |       |
| Total                | Total         | 5    | 0     | ?    | ?     | 0      | 0      | 5     | 0     |
| Argeș Pitești        |               |      |       |      |       |        |        |       |       |
| 2005–06              | 16            | 1    | ?     | ?    | 0     | 0      | 16     | 1     |       |
| 2006–07              | 25            | 0    | ?     | ?    | 0     | 0      | 25     | 0     |       |
| 2007–08              | 29            | 4    | ?     | ?    | 0     | 0      | 29     | 4     |       |
| 2008–09              | 32            | 2    | ?     | ?    | 0     | 0      | 32     | 2     |       |
| Total                | Total         | 105  | 7     | ?    | ?     | 0      | 0      | 105   | 7     |
| Steaua București     |               |      |       |      |       |        |        |       |       |
| 2009–10              | 21            | 1    | ?     | ?    | 4     | 0      | 25     | 1     |       |
| 2010–11              | 27            | 1    | 4     | 0    | 8     | 2      | 39     | 3     |       |
| 2011–12              | 30            | 4    | 2     | 0    | 9     | 3      | 41     | 7     |       |
| 2012–13              | 6             | 3    | 0     | 0    | 1     | 0      | 7      | 3     |       |
| Total                | Total         | 84   | 9     | 6    | 0     | 22     | 5      | 112   | 14    |
| Total carrera        | Total carrera | 194  | 16    | 6    | 0     | 22     | 5      | 222   | 21    |

## Palmarés

### Steaua Bucarest
- Campeonato rumano: 2012/13, 2013/14, 2014/15
- Copa de Rumania: 2010/11, 2014/15
- Supercopa de Rumanía: 2013
- Copa de la liga de Rumania: 2014/15